# Die Neger (Oper)
Die Neger ist ein Singspiel in zwei Akten von Antonio Salieri auf einen Text von Georg Friedrich Treitschke.
Salieri komponierte die Oper weitgehend im Jahre 1802, die Uraufführung fand jedoch erst zwei Jahre später am 10. November 1804 im Theater an der Wien in Wien statt. Mit diesem Stück gab Salieri seinen Abschied von der Bühne.
Das zeitgenössische Publikum nahm das Werk eher kühl auf, es wurde in Wien nach vier Vorstellungen abgesetzt. Lediglich in Breslau kam es 1805 unter der Leitung von Carl Maria von Weber zu einer erfolgreichen Wiederaufnahme. In neuerer Zeit wurden die Ouvertüren zum ersten und zweiten Akt mehrfach im Konzert gespielt und vom Mannheimer Mozartorchester unter der Leitung von Thomas Fey auch auf CD eingespielt. Einige Vokalnummern aus der Oper erklangen 2010 beim Festival Walldorfer Musiktage mit der Sopranistin Caroline Melzer, dem Bassbariton Philipp Schädel und dem Karlsruher Barockorchester unter der Leitung von Timo Jouko Herrmann.

## Handlung
Das Stück spielt auf einer von den Engländern kolonialisierten Insel in der Karibik. Lord Bedford möchte Gouverneur dieser Kolonie werden. Mit falschen Anschuldigungen hat er seinen Rivalen Lord Falkland gezwungen, das Land zu verlassen. Nun buhlt Bedford um Falklands Verlobte Fanny, die Tochter des alten Gouverneurs Lord Dellwill. 
Falkland kehrt nach einigen Jahren getarnt als Schwarzer ins Land zurück und tritt unerkannt unter dem Namen „Jack“ in Bedfords Dienste ein. Gouverneur Dellwill hat inzwischen Beweise für Falklands Unschuld entdeckt und will Bedford zur Rechenschaft ziehen. Dieser sieht seine Pläne in Gefahr und gibt Jack die Anweisung, den Gouverneur zu vergiften. Als dieser während eines Festes zusammenbricht, sieht sich Bedford schon als Sieger. 
Doch Dellwill überlebt den Anschlag, weil Jack das tödliche Gift gegen eine harmlose Substanz ausgetauscht hat. Jack enthüllt seine wahre Identität. Der Missetäter wird verurteilt, der Hochzeit von Lord Falkland und Fanny steht nichts mehr im Wege. Fannys englische Zofe Betty heiratet den Farbigen John.

## Wirkung
Die meist beachtete Quelle über die Uraufführung der Oper stellt eine Rezension des Stückes in der Allgemeinen musikalischen Zeitung (AmZ) vom 12. Dezember 1804 dar. Hier heißt es, die Oper sei „ohne Beyfall gegeben“ worden. Über die Musik wird referiert: „Zwar giebt es besonders im ersten Akte mehrere artige Stellen […]: aber im Ganzen vermisste man jene Kraft und Charakteristik, die man hier an den Mozartschen und Cherubinischen Werken immer mehr schätzen lernt.“ Interessanterweise wurde Beethovens Urfassung des Fidelio im Januar 1806 in der Zeitschrift Der Freimüthige mit nahezu denselben Worten abgeurteilt. In dieser Zeitschrift finden sich auch zwei Rezensionen zu Salieris Die Neger. Bereits am 7. Dezember 1804 erschien eine in der Grundtendenz der Rezension in der Allgemeinen musikalischen Zeitung gleichende Kritik, in der jedoch die „angenehme Musik“ gelobt wird. Eine Woche später erschien im selben Blatt eine weitere Kritik, die berichtet, dass diese Oper mit der „köstlichen Musik von Salieri“ bereits fünfmal „mit großem Beifall gegeben“ wurde.

### Zur Musik
Einzelne Nummern von Salieris Oper – wie etwa die Ouvertüre – scheinen dennoch großen Anklang gefunden zu haben, wie diverse Klavierauszüge beweisen. Bei genauerer Durchsicht der Partitur zeigt sich das Werk wider Erwarten ungewohnt elaboriert; alles ist exzellent instrumentiert. Fannys Liebesklage über den Verlust des Geliebten verdichtet Salieri beispielsweise mit aparten Soli zweier Englischhörner und gezupften Streichern. Zu Beginn des zweiten Aktes findet sich eine ausdrucksvolle Picciola Sinfonia für Solo-Klarinette, zwei Fagotte und Streicher. Dem an sich exotischen Kolorit trägt Salieri nur durch den sparsamen Einsatz von Becken und großer Trommel Rechnung. Von größerem Interesse ist eine an einen englischen Kontratanz erinnernde Melodie, die sich als Leitmotiv durch die ganze Oper zieht und in der Ouvertüre, nach der Introduktion, im ersten Finale und im Schlusschor des zweiten Aktes zum Tragen kommt. Die melodische Erfindung scheint im ganzen Werk äußerst inspiriert und abwechslungsreich, eine Vielzahl musikalischer Formen wird von Salieri zur dramaturgischen Gestaltung genutzt, vom einfachen Strophenlied über den Kanon bis hin zur ausgedehnten Solo-Szene zeigt er die ganze Bandbreite musikdramatischer Möglichkeiten auf. Bemerkenswert ist auch die überdurchschnittlich große Anzahl der Ensembles.

### Beziehungen zu Beethoven
An vielen Punkten der Partitur Salieris meint man Vorwegnahmen einzelner Stellen aus Beethovens 1805 ebenfalls im Theater an der Wien uraufgeführten Fidelio herauszuhören. Von besonderem Interesse ist die Rollenverteilung, die sich bei beiden Werken häufig deckt: Salieris Schülerin Anna Milder-Hauptmann sang sowohl Lady Anna als auch Leonore, der Tenor Carl Demmer stand als Lord Falkland/Jack und Florestan auf der Bühne, die Rollen der Bösewichte Lord Bedford und Don Pizarro übernahm der Bassbariton Sebastian Mayer (auch: Meier), Betty und Marzelline wurden von Louise Müller, John und Jaquino von Joseph Caché gespielt. Beethoven, der zum Zeitpunkt der Komposition der Neger Unterricht bei Salieri nahm, hat das Werk sicherlich gekannt und ließ sich von den stimmlichen Eigenheiten der jeweiligen Sänger – auf die Salieri genauestens Rücksicht genommen hatte – sicherlich inspirieren. Der Gestus vieler Salieri’scher Arien findet sich in Beethovens Partitur überdurchschnittlich häufig wieder. Der Librettist Georg Friedrich Treitschke war im Übrigen einer der Mitarbeiter am endgültigen Text zum Fidelio.

### Politische Tendenzen des Stückes
Trotz des heute politisch unkorrekten Titels lassen sich in Treitschkes Libretto keine rassistischen Tendenzen entdecken, im Gegenteil: Der Dichter stellt Europäer und Schwarze für die damaligen Verhältnisse nahezu gleichberechtigt nebeneinander. So nennt Lord Dellwill gleich zu Beginn die Arbeiter auf seiner Plantage explizit Freunde oder Brüder, und am Ende des ersten Aktes sitzt man vereint an einer großen Festtafel vor dem Haus des Gouverneurs. Salieri – der sich bereits 1790 in Le Couronnement de Tarare zusammen mit Beaumarchais für die Abschaffung der Sklaverei starkgemacht hatte – vermeidet es denn auch tunlichst, die Schwarzen mit „inferiorer“ Musik zu bekleiden, sondern stellt alle Figuren auf die gleiche musikalische Ebene. Am Ende des Stückes wird anhand der Heirat von Betty und John ein völlig unverkrampfter Umgang mit der damals in Amerika verbotenen interkulturellen Ehe offenbar, ein Handlungselement, das beim Großteil des damaligen Publikums auf große Skepsis und Unverständnis gestoßen sein dürfte. Salieris erster Biograph Ignaz von Mosel begründet den Misserfolg des Stückes damit, dass „Stoff und Musik […] zu sehr auf ein gebildetes Publikum berechnet [waren], als daß sie auf einer Vorstadt-Bühne am rechten Orte gestanden wären: gut gesungen und gespielt, kann dieses Singspiel jedoch auf jeder Bühne, die gewählte Zuschauer hat, seine Wirkung nicht verfehlen.“ Der Musikwissenschaftler Timo Jouko Herrmann nimmt in seiner Dissertation an, dass die progressive Grundtendenz des Stückes mit zur baldigen Absetzung der Oper beigetragen hat. Wie seine Forschungen ergaben, sollte Salieris Oper ursprünglich 1802 in einem der beiden Hoftheater in der Stadt gegeben werden, wurde dann jedoch aus bislang unbekannten Gründen abgelehnt und erst zwei Jahre später in der Vorstadt im Theater an der Wien uraufgeführt. Für die Wiederaufnahme in Breslau hatte man – wie das für die dortige Aufführung gedruckte Libretto belegt – viele der politisch anstößigen Stellen entschärft und die farbigen Protagonisten wieder zu einem rein dekorativen Element gemacht.